# Globenet
Globenet est une association française agissant dans le domaine de l'Internet et des communications numériques.

L'association a été fondée à Paris en 1995 par Assad Kondakji, avec Florence Delahaye et Philippe Bone, afin de fédérer les projets de plusieurs associations et ONG s’intéressant à Internet. Elle s'adressait alors aux 

« individus, professionnels et organismes travaillant dans les domaines de l’énergie, de l’environnement, de la justice sociale et économique, soutenant le développement technologique et économique des pays en développement ou en voie de développement, des droits de l’homme, de la paix, de l’art et des échanges culturels. »

Elle se définit depuis 2004 comme « une association militante, au service de la liberté d’expression, proposant des services internet ». « L’idée première de l’association est qu’aucun site ne devrait être privé d’accès à Internet par son FAI à cause des propos qui y seraient présentés. La liberté d’expression est au cœur de l’activité de l’organisation ».
Globenet propose :
- un service payant d'hébergement web, courriel et listes de diffusion à destination des associations ;
- des machines virtuelles ;
- des serveurs en colocation ;
- un service de stockage de sauvegardes

Globenet proposait également dans les années 2000 un service gratuit d'accès à internet par modem et de courriel pour le grand public sous le nom No-log.
Globenet est membre du Centre international de culture populaire et membre fondateur du GIE Gitoyen, opérateur de communications sur Internet.